# André De Vanny
André Guy Foreman De Vanny (Melbourne, Austrália 14 de setembro de 1984) é um ator cinema australiano e televisão.
Ele é mais conhecido por atuar na série de televisão "Ciência Travessa" como o protagonista Toby Johnson, sendo seu primeiro papel na televisão. André vive em Melbourne, na Austrália. Ele já tinha experiência de jogar papéis principais em produções da escola e das companhias de teatro e também se interessou em ballet clássico, jazz e sapateado.

## Filmografia
- Nightmares and Dreamscapes: A partir das histórias de Stephen King (2006), minissérie de televisão, no capítulo Você Sabe que têm um Hell of a Band.

- Hercules (2005), séries de televisão, jogar o jovem Iphicles.

- Odiar Alison Ashley (2005) como Devanny André.

- Salem's Lot (2004), séries de televisão, no papel de Danny Glick.

- Wicked Science (2004), séries de televisão, interpretando Toby Johnson.

- Wicked Science (2004), filme, interpretando Toby Johnson.

- Heelers azul (2003), séries de televisão, como Marky Emmett.

- MDA(série televisiva de 2003), onde fez Josué Tranter.

- Swing (2005).